# Franz Meier (componist)
Franz Meier (Ulm-Renchen, 29 september 1847 – Freiburg im Breisgau, 15 december 1921) was een Duits componist, dirigent en trombonist.

## Levensloop
Meier werd op 16-jarige leeftijd trombonist in de militaire kapel van het 5e Badische Infanterie-Regiment in Freiburg im Breisgau. Vanaf 1867 was hij eveneens trombonist in orkest van het stedelijk theater in Freiburg im Breisgau. In 1872 werd hij kapelmeester in zijn militaire muziekkapel. Hij dirigeerde eveneens een aantal civiele harmonieorkesten in Freiburg im Breisgau, Stadtmusik Emmendingen (sinds 1881 stedelijk kapelmeester), Stadtkapelle Lahr (Zwarte Woud) (sinds 1900 stedelijk kapelmeester tot 1916), Kirchzarten (vanaf 1908 tot 1921 dirigent), Heitersheim, de Winzerkapelle Oberrotweil en Schallstadt. 
Hij was medeinitiatiefnemer bij de oprichting van de oudste Duitse blaasmuziekfederatie, de Breisgau-Markgräfler-Musikverband in 1892, nu: Oberbadischer Blasmusikverbandes Breisgau e.V.
Als componist schreef hij werken voor harmonieorkesten en gebruikte ook de pseudoniemen Walter, Kurt of Bräutigam. 

## Composities

### Werken voor harmonieorkest
- Glückskinder, fantasie
- Lustspiel-Ouvertüre
- Sulzbergtröllerer